# Kanu (Einheit)
Kanu war ein mesopotamisches Längenmaß.
- 1 Kanu = 6 Ellen = 297 Zentimeter